# Peter Sikemsen
Peter Sikemsen (* 1969) ist ein grönländischer Gewichtheber und ehemaliger Handballspieler.

## Laufbahn
Sikemsen begann das Handballspielen beim grönländischen Verein K-33 Qaqortoq. Anschließend spielte Sikemsen im Ausland, wo er unter anderem für die dänische Vereine Fredericia HK und Odense Håndbold auflief. Weiterhin bestritt Sikemsen 64 Länderspiele für die grönländische Nationalmannschaft, in denen er 235 Treffer erzielte. Mit Grönland nahm er zweimal an der Weltmeisterschaft teil.
Nach seiner Karriere als Handballspieler wurde Sikemsen Gewichtheber. Im Jahr 2012 gewann er in der Gewichtsklasse bis 105 kg die dänische Meisterschaft beim Dreikampf in der Altersgruppe 40 bis 49 Jahre. Ein Jahr später gewann er erneut diesen Titel. 2015 errang er beim Zweikampf die Silbermedaille bei der dänischen Meisterschaft.
Sikemsen wurde 2013 als Handball-Jugendtrainer bei IF Stjernen Odense tätig.